# Lissonota neixiangica
Lissonota neixiangica là một loài tò vò trong họ Ichneumonidae.